# Kodomo
Kodomo (子供, letterlijk "kind") is een Japans woord dat gebruikt wordt als genrenaam voor manga (子供向け漫画, Kodomo-muke manga) of anime (子供向けアニメ, Kodomo-muke anime) die speciaal gericht is op kinderen van vijf tot twaalf jaar. Werken binnen dit genre bevatten vaak verhalen met een sterke moraal. De afleveringen van anime binnen dit genre bevatten vaak opzichzelfstaande verhalen, die geen lang geheel vormen.
Enkele bekende werken binnen dit genre zijn Doraemon, Soreike! Anpanman, Hamtaro, Animal Yokochō en Doubutsu no Mori Hohinda Mura da Yori.

## Geschiedenis
Het genre kent zijn origine aan het einde van de 19de eeuw, wanneer korte manga van zo'n 15 pagina's worden gepubliceerd in tijdschriften. Deze korte verhalen waren een poging om geletterdheid onder de Japanse jeugd te bevorderen. Een belangrijke mijlpaal voor het genre was de creatie van Astroboy van Osamu Tezuka.
Anime en manga voor kinderen kunnen in vier categorieën opgesplitst worden. De eerste categorie zijn bewerkingen van Westerse verhalen. Een bekend voorbeeld zijn de animereeksen World Masterpiece Theater. Deze zijn minder geijkt in de Japanse animetraditie en vinden hun inspiratie bij Amerikaanse cartoons en Sovjettekenfilms. De tweede categorie zijn manga-adaptaties eigen aan Japan. Ze gebruiken vaak taalgrapjes en refereren aan de Japanse maatschappij. Een typisch voorbeeld is Chibi Maruko-chan. Een derde categorie zijn schattige anime voor meisjes (bijvoorbeeld Hello Kitty). Ten slotte zijn er de reeksen voor jongens, zoals Pokémon. Deze laatste twee categorieën zijn vaak verbonden aan computerspellen en de speelgoedindustrie.
Tijdschriften als CoroCoro Comic en Comic BomBom focussen op kodomomanga. Desondanks dat dit soort anime op kinderen gericht is, kennen ze vaak ook succes bij een ouder publiek.

## Prijzen
De Shogakukan Manga-prijs en Kodansha Manga Prijs delen jaarlijks prijzen uit voor manga. Beiden hebben een categorie voor kindermanga.